# Karl Warburg

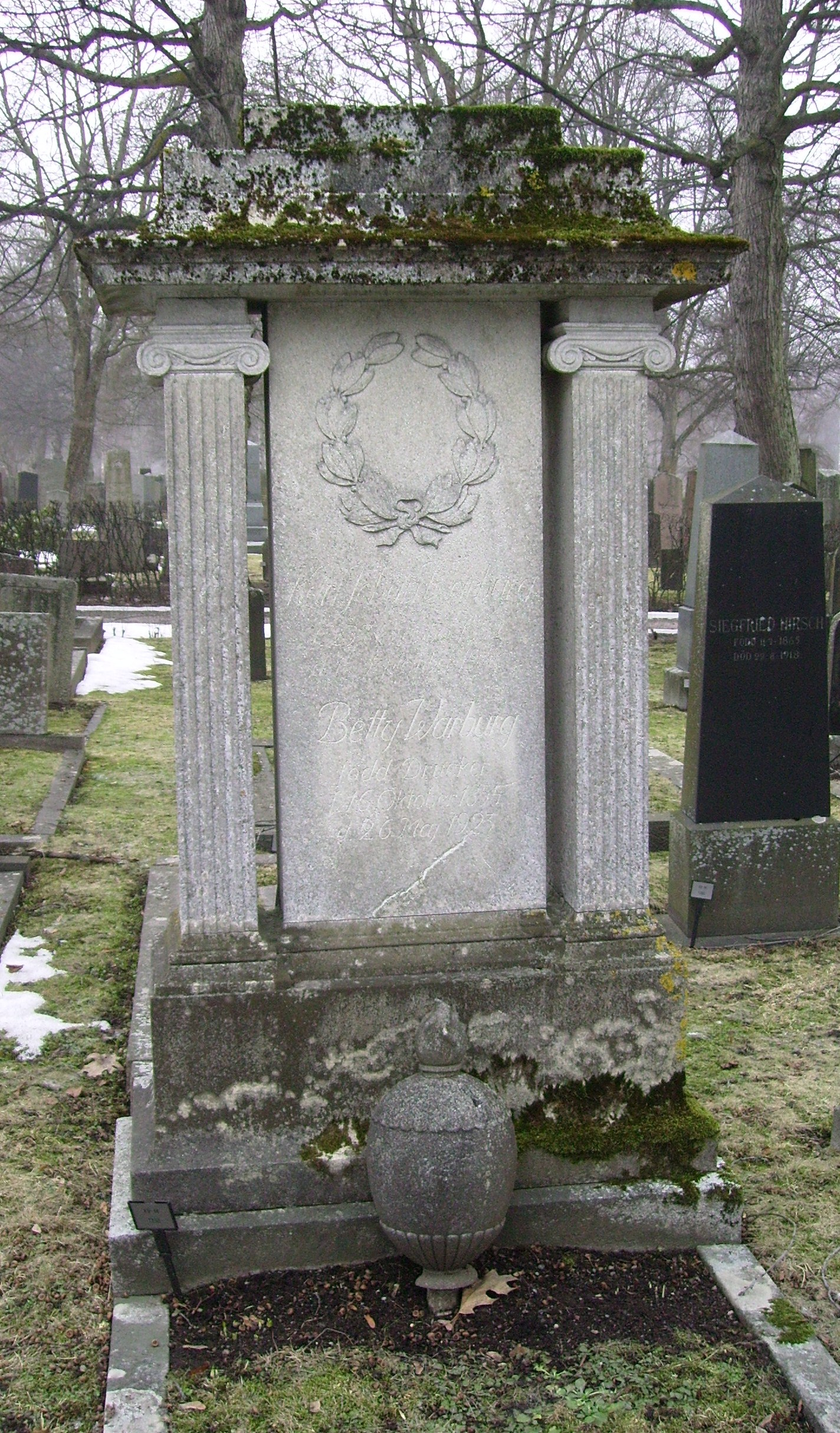
Karl Warburgs gravvård på Judiska norra begravningsplatsen i Solna.

Karl Johan Warburg, född 23 november 1852 i Göteborg, död den 14 september 1918 i Stockholm, var en svensk litteraturhistoriker, universitetslärare och politiker (liberal).

## Biografi
Warburg avlade mogenhetsexamen den 30 maj 1870 vid Realgymnasiet i Göteborg, och studentexamen den 15 september samma år i Uppsala, där han i september 1873 avlade filosofie kandidat- och den 30 maj 1876 licentiatexamen samt samma år utnämndes till docent i litteraturhistoria. Den 6 september 1877 promoverades han till filosofie doktor, erhöll från och med höstterminen samma år tjänstledighet från sin docentur och inträdde 1872 i redaktionen för Göteborgs Handels- och Sjöfartstidning, där han företrädesvis skötte den litterära och konsthistoriska avdelningen, men även deltog i författandet av politiska artiklar. Han blev fast anställd där 1877. Ända till sin död fortsatte han denna tidningsmannaverksamhet, och hans kritikergärning omfattar en ytterst viktig del av hans verk, i det att hans artiklar om litteratur, konst och teater alltifrån 1872 behandlade de flesta viktiga företeelserna på dessa områden inom det samtida Sverige; särskild betydelse hade han som realismens talesman. Tillsammans med Henrik Schück verkade han för det historiska litteraturstudiets utveckling, främst genom standardverket Illustrerad svensk litteraturhistoria (1896–1897). Bland övriga verk kan nämnas studier över Ludvig Holberg, Anna Maria Lenngren och Viktor Rydberg.
Åren 1878–1890 var Warburg bibliotekarie vid Göteborgs museum och höll från och med hösten 1881 till och med våren 1891 efter uppdrag av styrelsen för Göteborgs undervisningsfond föreläsningar över litteraturhistoriska ämnen. I november 1890 utnämndes han av K. M:t till professor i estetik samt litteratur- och konsthistoria vid Göteborgs högskola. År 1900 flyttade Warburg till Stockholm, sedan han först tagit avsked från sin professur i Göteborg. I Stockholm blev han 1901 bibliotekarie vid det nyinrättade Nobelbiblioteket, som av honom organiserades och som han förestod till 1909. Samtidigt var han referent för tysk och skandinavisk litteratur vid Nobelinstitutet (1901–1912). Sedan Oscar Levertin 1906 avlidit, kallades Warburg 1909 till hans efterträdare som professor i litteraturhistoria vid Stockholms högskola, tog avsked 1917, men skötte ämbetet på förordnande till sin död.
Vid sidan av sin lärar- och litteraturhistoriska verksamhet stod Warburg alltjämt i närmaste kontakt med tidningsmanna- och författarvärlden; så till exempel var han efter flytten till Stockholm i flera år ordförande i Sveriges författareförening, och från 1902 till sin död ledamot av redaktionskommittén för Nordisk familjeboks andra upplaga samt skrev för denna, liksom för den första upplagan, en mängd litteraturhistoriska och biografiska artiklar. Han följde med intresse företeelserna på de sociala, kommunala och politiska områdena.
Åren 1904–1915 samt 1917–1918 var han ledamot av Stockholms stadsfullmäktige och arbetade där bland annat för upprättande av ett Stockholms stadsbibliotek. Han satt i riksdagen 1905–1908 i andra kammaren för Stockholms stads valkrets, dit ej minst hans svenska hållning i unionsfrågan banat honom vägen och där han, med starkt bevarad självständighet, tillhörde Liberala samlingspartiet. Warburg var ledamot av Kungliga Vetenskaps- och Vitterhetssamhället i Göteborg i Göteborg (1884), av Kungliga Samfundet för utgivande av handskrifter rörande Skandinaviens historia (1897) och av Vitterhetsakademien (1905).
Han tillhörde släkten Warburg och var gift med Betty Warburg, född Drucker (född i Danmark; 1854–1923).

## Priser och utmärkelser
- 1899 – Kungliga priset
- 1900 – Nordstjärneorden